# Seznam dílů seriálu Black Books
Toto je seznam dílů seriálu Black Books. Britský televizní seriál Black Books se vysílal ve třech řadách v rozmezí let 2000–2004. Česká televize uvedla všechny řady vcelku v roce 2006.

## Přehled řad
| Řada | Díly | Premiéra ve VB  | Premiéra ve VB    | Premiéra v ČR    | Premiéra v ČR      |
| Řada | Díly | První díl       | Poslední díl      | První díl        | Poslední díl       |
| ---- | ---- | --------------- | ----------------- | ---------------- | ------------------ |
| 1    | 6    | 29. září 2000   | 3. listopadu 2000 | 8. září 2006     | 13. října 2006     |
| 2    | 6    | 1. března 2002  | 5. dubna 2002     | 20. října 2006   | 24. listopadu 2006 |
| 3    | 6    | 11. března 2004 | 15. dubna 2004    | 1. prosince 2006 | 5. ledna 2007      |

## Seznam dílů

### První řada (2000)
| Č. v seriálu | Č. v řadě | Původní název     | Český název        | Režie                     | Scénář                      | Premiéra ve VB    | Premiéra v ČR  | Délka (min.) |
| --- | --------- | ----------------- | ------------------ | ------------------------- | --------------------------- | ----------------- | -------------- | ------------ |
| 1 | 1         | Cooking the Books | Jak napálit berňák | Graham Linehan, Nick Wood | Dylan Moran, Graham Linehan | 29. září 2000     | 8. září 2006   | 22           |
| K Bernardovi do jeho knihkupectví přiběhne rozrušený Manny a chce si koupit malou relaxační knížečku. Uklidní se teprve poté, co si z ní přečte krátkou pasáž. Když odchází, prohodí na vysvětlenou, že nenávidí svou práci. Bernard se chvíli podivuje nad tímto zvláštním mužem, načež vstane a vyprovází zákazníky koštětem ze svého obchodu. Lidé jsou pohoršeni nad těmito způsoby a protestují, ale nezmohou nic. Bernard Black jde říct Fran do vedlejšího obchůdku, že bude potřebovat pohlídat knihkupectví, protože musí k účetnímu. Fran souhlasí pod podmínkou, že jí to Bernard později splatí stejnou službou, když bude ona potřebovat jít do nemocnice - její přítelkyně Julie ji chce u porodu. Fran prodává ve svém butiku spoustu dárkových předmětů, momentálně jí vrtá hlavou, k čemu může být velká fialová koule. Bernard si nedokáže dát do pořádku své účetní záznamy a odchází k účetnímu Nicku Voleurovi. Má však smůlu, Nick dostane avizo, že po něm jde policie a prchá oknem pryč. Za okamžik vtrhne do místnosti policie. Manny je mezitím ve svém zaměstnání vystaven nátlaku vedoucího. Malá relaxační knížečka mu spadne do hrnku s nápojem a on ji posléze spolkne. Je převezen do nemocnice, kde mu lékař sdělí nepříliš pozitivní zprávy - budou jej operovat, přičemž má 30% šanci na přežití. Bernard je ve stresu, nedokáže si poradit se svými účty a Fran to za něj nehodlá udělat. Jakákoli dříve odkládaná činnost je nyní lepší a tak si Black spáruje všechny ponožky, zavolá své matce a pozve do obchodu dva pobožné hlasatele Slova, s nimiž rozmlouvá o víře. Oba zvěstovatelé jsou velmi překvapení Bernardovou vstřícností a diskutují s ním až do pozdní noční hodiny. Během loučení se dojatým mužům dostane pozvání k další návštěvě. Ale účty jsou stále tady - a nevyřešené. Bernard pojme povinnost originálně - udělá si z nich sako. Fran se stále snaží přijít na kloub záhadné kouli, přemýšlí, jestli to není dávkovač cukru. Lékař v nemocnici sděluje Mannymu Biancovi, že jeho organismus malou relaxační knížku záhadným způsobem vstřebal. Je to patrné na první pohled, Manny leží klidně na lůžku s viditelnou aurou kolem své hlavy a pronáší moudra: „Když odpočíváš, jsi králem dohlížejícím na své statky. Pohleď na lesy, na pávy běhající po trávě, buď králem svého vlastního poklidného království.“ Bernard odhalí osvobozující položku: pokud utrpí zranění či jej schvátí choroba, platby se odkládají. Snaží se tedy sebepoškození, žádá zákazníka, aby mu zlomil ruku a když ten nesouhlasí, hodlá si ji uřezat. Manny odchází z nemocnice a rozdává dál plody své nauky. Dokáže uklidnit štěkajícího psa na ulici i dosáhnout vypnutí autoalarmu. Do reality jej vrátí fotbaloví chuligáni klubu Millwall FC, kteří mu uštědří několik ran. K napadení dojde u Bernardova knihkupectví. Když to Bernard spatří, má radost a vychází na ulici vyprovokovat skinheady. To se mu podaří a zanedlouho se ocitá v bezvědomí. Když se z něj probere, sklání se nad ním Manny, jenž mu děkuje za svou záchranu. Dojde řeč na účetnictví a Manny se nabídne, že formuláře Bernardovi zpracuje, býval totiž účetním. Do obchodu vtrhne Fran a zaúpí, když Manny vezme fialovou kouli a připálí s ní Bernardovi cigaretu. Vedlejší role: Tony Bluto (Nick Voleur), Daisy Campbell (Julie), Martin Freeman (doktor), Eamonn O'Neill (první Jehovův svědek), James O'Neill (druhý Jehovův svědek). |           |                   |                    |                           |                             |                   |                |              |
| 2 | 2         | Manny's First Day | Mannyho první den  | Graham Linehan, Nick Wood | Dylan Moran, Graham Linehan | 6. října 2000     | 15. září 2006  | 23           |
| Manny se má hlásit u Bernarda v knihkupectví. Bernard tam však není a tak se Manny zastaví u Fran v sousedním obchodě. Domnívá se, že prodej knih bude nenáročným zaměstnáním. Francesca jej varuje před neurotickým Bernardem a radí mu, aby utíkal pryč. Když Manny vejde do knihkupectví, nalezne opilého Bernarda na gauči. Black si z minulého dne nepamatuje, že Mannymu nabízel zaměstnání. Nakonec se domluví, že Manny absolvuje jeden zkušební den, na jehož konci se rozhodne, zda bude přijat či nikoliv. Během oběda (společně s Fran) Manny navrhuje důkladný úklid obchodu, bylo by zapotřebí navoskovat police, vytřít zem, přidat několik standardních lamp atd. Bernard s tím nesouhlasí, vyhovuje mu nepořádek. Svěří se Fran, že je z něj nervózní, ale Fran oponuje, že potřebuje k sobě někoho normálního. Když Katzenjammerová odejde, Bernard řekne Mannymu, že je vyhozen. Když však Bianco rozbalí víno, je vzápětí přijat zpět. Manny listuje účetní knihou, v níž jsou pouze infantilní kresby zatímco Bernard popojede na kolečkovém křesle až k toaletě, kde vsedě vykoná z křesla malou potřebu. Znechutí tím opodál stojícího zákazníka, který spěšně odchází. Do knihkupectví vejde několik studentů. Jednomu z nich zvoní mobilní telefon a on hovor přijme, což rozčílí majitele obchodu. V následující scéně Bernard rozbíjí telefon kladivem. Když se rozhodne odejít do čistírny, Manny převezme obchod a podaří se mu prodat spoustu knih. Bernard se vrací zpět a je naštvaný, když vidí prázdné regály. Tvrdí, že objednání nových je nepříjemná záležitost. Manny mu však dokáže opak, během chvilky objednávku telefonicky vyřídí. Bernard mu řekne, že přestože dokáže vyjít se zákazníky a prodat hodně knih, musí jej vyhodit. Manny se odchází rozloučit za Fran. Když se Fran dozví, že jej Bernard nepřijal, jde si to s ním vyřídit. Manny čeká před obchodem a na její pokyn vchází dovnitř, kde mu Bernard Black práci přidělí. Poté škodolibě vytáčí Mannyho telefonní číslo, protože ví, že mu to působí bolesti hlavy. Vedlejší role: David Cann (Eddie), Rhys Thomas (student), Graham Linehan (milovník knih). |           |                   |                    |                           |                             |                   |                |              |
| 3 | 3         | Grapes of Wrath   | Hrozny hněvu       | Graham Linehan, Nick Wood | Dylan Moran, Graham Linehan | 13. října 2000    | 22. září 2006  | 24           |
| V krátké úvodní scéně situované do města Bordeaux v roce 1900 běží mladý mnich za abbém s trsem hroznů, které vyrostly na růžovém keři. Abbé je udiven a poznamená, že podle proroctví z hroznů, které vyrostou z trnu růže vznikne víno hodné Pána. Následuje úvodní znělka. V knihkupectví přemlouvá Freddie Bernarda, aby mu pohlídal na určitou dobu dům. Ukazuje mu svůj masážní strojek. Bernardovi se však nechce a tak nabídku odmítá. Manny nemůže dál snášet nepořádek a špínu v domě, jehož součástí je knihkupectví a objedná úklidovou službu. Muž se objeví velmi nečekaně a diktuje si poznámky o stavu místností do diktafonu. Radí Mannymu a Bernardovi, aby během úklidu opustili dočasně bydliště. Oba tedy využijí nabídku Freddieho a přesunou se k němu. Freddie vysvětluje ve vinném sklípku Mannymu, že si mohou s Bernardem otevřít jakékoli víno s výjimkou několika zaprášených lahví na lavici. To jsou ta nejcennější a nejdražší vína určená pro papeže. Manny to ale splete a při popíjení s Bernardem bere drahé víno. Když si uvědomí svůj omyl, je už značná část exkluzivního nápoje vypita. Bernard se rozhodne vytvořit vlastní víno a podstrčit jej na polici. Společně s Mannym na tom zapracují (ve scéně evokující hororové filmy) a výsledný produkt položí vedle zbývajících lahví a zamaskují prachem. Fran má rande s rozvedeným Benem. V restauraci se jej snaží svést, ale Ben zůstává vůči jejím svodům imunní. Fran si všimne, že Ben lačně pozoruje pozadí jednoho z číšníků a okamžitě jí dojde, jak na tom je. V následujícím rozhovoru se Ben přizná ke svým homosexuálním sklonům a plačky děkuje Fran, že mu pomohla objasnit svou identitu. Ta je zklamaná, že přišla o nápadníka a cpe se sladkostmi. O MĚSÍC POZDĚJI: Manny a Fran společně přichází do Bernardova obchodu, kde je opět velký nepořádek. Majitel knihkupectví se podívá do novin, kde je na první stránce obrovský titulek, že byl otráven papež podřadným vínem a pachatel (Freddie) byl zatčen. Fran si smluví rande s čističem z úklidové firmy, jenž před měsícem obchod uklízel. Vedlejší role: Mark Aiken (Ben), Paul Beech (opat - abbé), Daisy Campbell (Julie), Kevin Eldon (čistič), Ben Homewood (mladý mnich), Chris Larner (Freddie). |           |                   |                    |                           |                             |                   |                |              |
| 4 | 4         | The Blackout      | Okno               | Graham Linehan, Nick Wood | Dylan Moran, Graham Linehan | 10. října 2000    | 29. září 2006  | 24           |
| Bernard si s Fran vyměňují novinky, každý chce mluvit první o svém zážitku. Manny je velmi nabuzený, dostal kávovar a zkonzumoval velké množství kávy. Zdá se být mimo, reaguje neadekvátně i na běžné podněty (telefon, zákazník v obchodě). Fran vypráví Bernardovi svůj příběh. Viděla svého přítele Petera v kavárně s cizí ženou. Bernard mluví o tom, jak byl na večírku u dobrých přátel Geralda a Sarah. Gerald mu hodně pomohl v začátcích, když se nastěhoval do Londýna, pomohl mu sehnat místo atd. Když poté Bernard potkal své přátele na ulici, ostentativně jej ignorovali. Bernard netuší, co vyváděl, má okno. Manny mu pomáhá rozvzpomenout si na události onoho večera. Bernard si vzpomene, že jej přivedla ke Geraldovi a Sarah policie, že se vykálel do proutěného křesla a udělal spoustu dalších nepřístojností. Navíc si zlomil ruku. Fran si zase umínila, že se pomstí Peterovi. Když jej spatřila na ulici, schválně dělala, že jej přehlíží, přičemž ji srazilo auto. Peter ji doprovázel v sanitce a když jej Fran nadále ignorovala, snažil se jí pootočit hlavou až jí přivodil namožení krční páteře. Fran jej obvinila, že je odporný proutník a žena, se kterou mluvil je děvka. Peter jí sdělí, že to je jeho sestra, která právě přišla o práci. S Fran se rozchází, protože touží poznat méně šílenou ženu. Manny Bianco zaslechne na ulici volání o pomoc. Nějaký výtržník okradl starou paní o kabelku a utíká pryč. Manny je mu v patách, ale když se lump zastaví, aby se mu bránil, Manny se zalekne a proběhne kolem něj dál. Když se pak vrací do knihkupectví, stará paní jej pozná a domnívá se, že je policista. Manny se dostane na policejní stanici a asistuje u výslechu. Je stále nabuzený z kávy a podaří se mu přimět podezřelého k výpovědi. Detektiv Norris jej za to ocení. Vedlejší role: Terry Bird (Noggsy), Angela Curran (policistka), Evie Garratt (starší paní), Liam Hess (Jimbo), Colin McFarlane (detektiv Norris), Wayne Morris (Peter), Elizabeth Marmur (Sarah), Hugh Parker (Gerald). |           |                   |                    |                           |                             |                   |                |              |
| 5 | 5         | The Big Lock-Out  | Bezpečnostní dveře | Graham Linehan, Nick Wood | Dylan Moran, Graham Linehan | 27. října 2000    | 6. října 2006  | 25           |
| Bernardovo knihkupectví bylo vyloupeno. Manny zajistil instalaci nového bezpečnostního systému, jehož hlavní součástí jsou masivní zvukotěsné dveře s několika pevnými závorami. Když mu technik vysvětluje princip zadávání číselného kódu, Manny se nechá rozptýlit figurkou fotbalisty v jeho vlasech a kód si nezapamatuje. Fran potká v knihkupectví bývalého spolužáka z univerzity Howella Grangera. Howell má velmi charismatický hlas , uvádí zprávy o počasí na stanici Radio 4. Chvilku si povídá s Fran a pak jí věnuje svou vizitku. Bernard si chce vyjít večer ven a zajímá se o nový bezpečnostní systém. Když se mu Manny pokouší vysvětlit, jak funguje, dveře se zamknou a Bernard nemůže dovnitř. Zkouší se dovolat Fran, ale ta má vyvěšený telefon - poslouchá noční vysílání o počasí, které uvádí Howell. Když vysílání skončí, Fran vytočí jeho číslo ale neodpovídá. Granger ji nepozná a Fran při jeho otázkách dosáhne orgasmu. Teprve pak se představí a vymluví na banalitu. Bernard je nucen bloumat po ulicích. Je chladné počasí a on se uchýlí do porno-shopu. Nemá peníze a chce se jen ohřát, ale prodavač velmi rychle odhalí jeho úmysly a vyhodí ho. Poté se nechá zaměstnat jako prodavač ve fast-foodu, ale jen do chvíle, dokud nepřestane venku pršet. Manny je mezitím zamčen uvnitř knižního antikvariátu. Má hlad a hledá něco k jídlu, ale z ledničky vytáhne pouze zabalenou botu v alobalu. Najde si brožurku SAS o přežití v nouzi a nakonec pozře několik mrtvých včel a vypije absinth. Když se ráno vrací Bernard domů, Fran dává opilému Mannymu studené obklady a sděluje Bernardovi, že se obchod stal opět terčem zlodějů. Ukradeny byly bezpečnostní dveře. Vedlejší role: Steve Bowditch (prodavač), Nick Frost (technik instalující bezpečnostní dveře), Peter Serafinowicz (Howell Granger), Graham Linehan (zákazník ve fast-foodu), Tony Way (prodavač ve fast-foodu). |           |                   |                    |                           |                             |                   |                |              |
| 6 | 6         | He's Leaving Home | Sbohem, domove!    | Graham Linehan, Nick Wood | Dylan Moran, Graham Linehan | 3. listopadu 2000 | 13. října 2006 | 24           |
| Bernard se začíná chovat k Mannymu velmi nepříjemně, zakazuje mu aktivity ve volném čase a nevidí rád, když si povídá s Fran. Mannymu nakonec dojde trpělivost a odejde z knihkupectví. Bernardovi to nijak zvlášť nevadí, domnívá se, že teď bude trávit víc času s Fran - jako dříve. Ale Fran měla Mannyho ráda a vytýká Bernardovi jeho mrzoutství, říká mu, že se s ním nedá o ničem kloudném bavit. Oba jdou na policii nahlásit Mannyho útěk. Policistka se domnívá, že jde o jejich syna. Že se jedná o přítele se dozví teprve poté, když se zeptá na podobu a Fran řekne, že Manny nosí bradku. Mannyho mezitím osloví na ulici podezřelý fotograf Trebor , který má fetiš na vousy. Vezme jej k sobě domů a nabídne mu víno. Pro Mannyho Bianca je to nová situace, není zvyklý, že jej někdo obsluhuje, doposud to bylo naopak. Fotograf si udělá pár snímků a přinutí Mannyho i do odvážnějších póz. Zasvětí Mannyho do luxusnějšího života, který se Biancovi zamlouvá. Nosí nyní drahé oblečení a kožich, jí vlnité hranolky ze stříbrných podnosů a nechává tučné spropitné v restauracích. Když se zastaví u Trebora, ten jej seznámí se třemi japonskými zákazníky. Chce po Mannym, aby s jedním z nich šel do kasina a pak jej doprovodil na pokoj. Trebor totiž Mannyho snímky použil na DVD pro japonský trh. Manny takovou službu rezolutně odmítá. Vrací se k Bernardovi do obchodu, kde se oba rozpačitě přivítají. Manny začne vybalovat knihy. Vzápětí se dostaví i Fran, která má očividnou radost z návratu svého přítele. Když Bernard požádá Mannyho o vývrtku, Bianco mu ji podá z kapsy, přičemž mu z ní vypadne žeton z kasina. Vedlejší role: Omid Djalili (fotograf Trebor), Sophie Stanton (policistka), David Walliams (zákazník). |           |                   |                    |                           |                             |                   |                |              |

### Druhá řada (2002)
| Č. v seriálu | Č. v řadě | Původní název   | Český název         | Režie         | Scénář                               | Premiéra ve VB  | Premiéra v ČR      | Délka (min.) |
| --- | --------- | --------------- | ------------------- | ------------- | ------------------------------------ | --------------- | ------------------ | ------------ |
| 7 | 1         | The Entertainer | Pan umělec          | Martin Dennis | Dylan Moran                          | 1. března 2002  | 20. října 2006     | 24           |
| Fran si objednala klavír, ale potřebuje jej nechat několik dní u Blacka v knihkupectví. Má ji cvičit slepý ruský učitel Josef, který je velmi nespokojen s jejím přístupem. Fran si myslí, že když má CD s klavírní hudbou, hraní půjde samo. Manny si stěžuje, že nemá volno. V baru se vsadí s Bernardem, že když Blackovi vyjde rande se sympatickou dívkou, která si od něj koupila knihu, dostane den volna. Bernard se osmělí a pozve dívku na večeři. I když se dost podceňuje a nevěří, že by jej neodmítla, mladá žena pozvání přijímá. Bernard způsobí Mannymu ještě další svízel, prodá knihu, kterou měl zamluvenou jistý Williams. Když to Williams zjistí, nerozpakuje se dát Biancovi pěstí. Mannyho oko zdobí velký monokl. Fran cvičení fláká. Manny sedne za klavír a zjistí, že je virtuoz - dokáže zahrát klasiku i jazz. Další den to předvede svým přátelům. Do obchodu vchází učitel Josef a domnívá se, že hraje Fran. Poslechne si uznale produkci a slíbí, že se vrátí další den. Manny je nucen schovat se do piana a zahrát i za Bernarda, který se chce vytáhnout před svou novou přítelkyní. Podvod vyjde najevo, když se Bernard i Fran při duetu neuspokojí s konstatováním Josefa, že je to druhý nejlepší klavírní koncert, jaký ve svém životě slyšel. Manny toho má dost a nenápadně se vytratí. Fran končí s ostudou a Bernarda opouští přítelkyně, která jej považovala za všestranně nadaného člověka. Vedlejší role: Nina Conti (Kate), Luing Andrews (Williams), David McKail (Josef), Edward Burnham (Pjotr, Josefův otec), George Miller (Anton, Josefův děd), John Marquez (číšník). |           |                 |                     |               |                                      |                 |                    |              |
| 8 | 2         | Fever           | Letní horečka       | Martin Dennis | Dylan Moran, Kevin Cecil, Andy Riley | 8. března 2002  | 27. října 2006     | 24           |
| V úvodu epizody - ještě před titulky - vychází Manny z knihkupectví a nasazuje si sluneční brýle. Je velké horko. Manny zaregistruje pohledy několika lidí. Blíží se ke zmrzlináři a sahá pro něco do náprsní tašky. Zmrzlinář otevírá víko a také se na něco připravuje nespouštěje z Mannyho oči. Celá scéna evokuje napětí v akčním filmu. Manny si nakonec objedná 3 zmrzliny. Nakonec je sní sám, protože Bernard ani Fran o ně nemají zájem. Bernard slintá nad lehce oděnými dívkami a vyhání Fran domů, protože si lidé myslí, že je jeho přítelkyní. Fran spí a v noci ji probudí divné zvuky. Když přitiskne ucho ke zdi, celá stěna se posune a zmenší její pokoj. Nakonec se Fran dopídí, že její domácí jí posunul zeď, aby mohl zřídit druhý pokoj pro další nájemnici. Fran požádá Bernarda o pomoc, ten se vydává za právníka a jde si promluvit s domácím. Pak zaklepe na dveře nové nájemnice, která jej pozve dál. Bernard si zamane, že bude jeho letní láskou a okamžitě zapomene na pomoc Fran. Dokonce ještě posune stěnu dál, aby jeho nová láska měla více místa. Fran zuří a rozhodne se, že to tak nenechá. Slíbí domácímu sex, pokud uvede pokoj do původního stavu, což on udělá. Na sex ale nedojde, protože se Francesca ze slibu vykroutí. Bernard zahrne dívku z vedlejšího pokoje množstvím květin a dárků, ale není mu to nic platné. Dívka odchází a její rozhodnutí nezvrátí ani Bernardovo vystoupení s akordeonem. Fran Bernardovi odpouští, ale také nestojí o to být jeho letní láskou. Manny zneklidněně sleduje stoupající rtuť teploměru. Pokud se dostane na 31 °C, postihne jej Daveův syndrom, což se opravdu stane v závěru epizody. Vedlejší role: Rose Keegan (Alice, podnájemnice z pokoje 2B), Johnny Vegas (nájemce). |           |                 |                     |               |                                      |                 |                    |              |
| 9 | 3         | The Fixer       | Machr               | Martin Dennis | Dylan Moran, Arthur Mathews          | 15. března 2002 | 3. listopadu 2006  | 24           |
| Fran už nemá butik vedle knihkupectví a chce si sehnat práci. Bernard jí nabízí, aby převzala Mannyho práci, protože on stejně nic nedělá. Manny je dotčen. Jakmile Bernard s Fran odejdou, zazvoní telefon. Volá Gus, Mannyho známý a ptá se, je-li možné uspořádat v knihkupectví Black Books předčítání jeho synovce Dannyho Spudge, jenž se vrátil z vězení a chce vydat paměti. Manny v tom nevidí problém, zároveň zajistí přes Guse práci pro Fran u jistého pana Nugenta. Když se Fran u Nugenta hlásí, je zrovna velmi vytížený, předá jí jen klíče. V kanceláři vládne napjatá atmosféra, všichni usilovně pracují, evidentně mají strach ze sebemenší chyby. Fran stále neví, co má dělat a tak pozoruje nové spolupracovníky. Vedle sedí silnější žena, z druhé strany chudý muž s uhrovitým obličejem. U barelu s vodou stojí chlápek, jenž často a rád hraje kapesní kulečník. Fran je znechucená. Další den jí Nugent potká a ptá se, jak se jí zaměstnání líbí. Požádá ji, jestli může vystoupit před radou. Fran je mírně zaskočená, ale výzvu přijme. Na poradě sebevědomě nakreslí prezentaci, řekne několik nesmyslů a je za to odměněna potleskem (parodie na pracovní poměry ve firmě - protežování a odměňování neschopnosti). Nugent jí nabídne vyšší pozici. Bernard s Mannym mají jiný problém. Ukáže se, že Danny neumí číst. Během vzájemné schůzky předestře svůj požadavek, musí jej naučit číst nebo dopadnou špatně jako mnoho lidí v kriminále, kteří mu zkřížili cestu. Oba knihkupci se ve vlastním zájmu usilovně snaží, Ale Danny neoplývá talentem a navíc ztrácí trpělivost. Sdělí svým učitelům, že pokud nebude číst do příštího dne, udělá z nich krmení pro ryby. Manny se v nouzi obrátí na Guse, aby Dannyho trochu zkrotil. Avšak během jejich schůzky v knihkupectví dojde k nedorozumění. Dovnitř vtrhne Fran a Gus si myslí, že Manny potřebuje vyřešit problém týkající se jí. Zařídí, aby ji Nugent propustil. Danny se vrací do knižního antikvariátu v momentě, kdy jej Bernard pomlouvá. Chystá se mu dát lekci, když se situace ujme Fran. Danny zkrotne jako beránek. Číst se sice nedokáže naučit, ale nakonec díky iniciativě Fran namluví své paměti na pásku. Vedlejší role: Big Mick (Gus), Rob Brydon (Nugent), Ricky Grover (Danny Spudge), Lonnie James (silnější žena z kanceláře), Brian Shelley (muž s uhrovitým obličejem). |           |                 |                     |               |                                      |                 |                    |              |
| 10 | 4         | Blood           | Příbuzní            | Martin Dennis | Kevin Cecil, Andy Riley, Dylan Moran | 22. března 2002 | 10. listopadu 2006 | 24           |
| Fran si koupila automobil Opel Astra. Manny navrhuje renovaci obchůdku, ale Bernard oponuje, že současný stav má svůj osobitý půvab. Když jde Bianco kolem konkurenčního knihkupectví Saga Books, zavítá ze zvědavosti dovnitř a utratí zde 114 liber, přičemž se mu dostane skvělého obsloužení včetně svačiny a kávy. To jej inspiruje ke změnám v Black Books. Když se Bernard odněkud vrátí, uvnitř sedí zákazníci u stolků a popíjejí kávu. Další novinkou je pohodlný gauč a informační pult, za nímž stojí Manny. Když Bernard vidí, že zákazníci jsou ochotní si připlatit za služby, souhlasí (ač nerad) se změnami. Fran vypátrá svou vzdálenou rodinu z východní Evropy, kteří emigrovali do Velké Británie. Rozhodne se je navštívit a záhy zjistí, že její příbuzní dodržují podivné tradice a zneužívají ji díky tomu, že vlastní automobil. Fran musí pomoci stěhovat Martinu do nového bytu, pak jet do Folkestone pro šunku. Když se začne vzpírat, je jí vysvětleno, že to takhle nepůjde. Fran přemýšlí, jak se zbavit své nové povedené rodiny. Bernard rozhodne, že se bude v antikvariátu vařit pro zákazníky. Pustí se do toho s velkou vervou. Fran přivede své příbuzné do knihkupectví na jídlo a zde dostane spásný nápad - zapálí svého Opela a tím ztratí pro ně důležitost. Manny odchytí královnu chlupatých potvor, které se v obchodě přemnožily. Vedlejší role: Mark Donovan (Gregor), Vincenzo Nicoli (Frederick), Louise Winstone (Martina). |           |                 |                     |               |                                      |                 |                    |              |
| 11 | 5         | Hello Sun       | Pozdrav slunci      | Martin Dennis | Dylan Moran                          | 29. března 2002 | 17. listopadu 2006 | 24           |
| Mezi Bernardem a Mannym roste napětí, Bernard svého pomocníka stále více ponižuje. Když odejde z obchodu, Manny odkoupí od zákazníka kompletní vydání Sigmunda Freuda. Fran je dost rozladěná a to má jít na schůzku za svou kamarádkou Evou, která jí má ukázat cvičení jógy. Eva apeluje na Francescu, že se příliš oddává kouření a pití alkoholu, což má na ni negativní vliv - chová se hlučně, nezdravě jí, brečí, zpívá a balí hrozné chlapy. Pokouší se jí ukázat lepší cestu. Bernard ji varuje, aby si s takovými věcmi nezahrávala, ale Fran je nadšená. Bernard zalistuje ve Freudovi a nalezne tam definice, které se podle něj hodí na Mannyho - psychopatologie zvráceného sociopata, mánie, mateřský komplex. Pošle jej za psychologem. Manny tam skutečně jde a během sezení si sám zodpoví všechny své pochybnosti. Uvědomí si, že se musí chovat sebevědoměji. Chvíli mu to vydrží, když odrazí další Bernardův pokus o buzeraci za malichernost. Na terapii jde nyní Bernard. I on zde vede monolog a dojde mu, že se chová jako hulvát. V knihkupectví se pak snaží chovat k Mannymu vlídně. Ke konci epizody se však věci vracejí do starých kolejí a Manny dělá opět děvečku pro všechno. Fran přichází do antikvariátu opilá a baví se na jejich účet. Vedlejší role: Jessica Hynes (Eva), Paul Kemp (číšník), Simon Schatzberger (muž prodávající knihy). |           |                 |                     |               |                                      |                 |                    |              |
| 12 | 6         | A Nice Change   | Zasloužená dovolená | Martin Dennis | Dylan Moran                          | 5. dubna 2002   | 24. listopadu 2006 | 24           |
| V knihkupectví není rozumět ani slovo, venku probíhá rekonstrukce. Bernard pošle Mannyho zjistit, jak dlouho bude trvat. Manny se vrátí se zprávou, že práce budou pokračovat i o víkendu. Fran vzápětí zjistí, že se budova vedle Black Books (kde měla dříve krámek) bude renovovat ještě 14 dní. Manny navrhuje dovolenou, s čímž ostatní souhlasí. Každý má však jinou představu, Fran touží po písečných plážích, Manny by se rád podíval do džungle a Bernard chce na místo, které je podobné jeho obchůdku, kde by si mohl v klidu číst a popíjet. Všechny tyto parametry splňuje malý ostrov St. Honoré. Balení zavazadel je otázkou okamžiku, zatímco Manny hází do staré ošuntělé tašky potřebné věci (opalovací krém, hudební CD, oblečení), Bernard je vzápětí vyhazuje a vkládá dovnitř věci, které sám považuje za nutné (láhev vína, gramofon). Fran sice prohlásí, že je za 2 minuty zpátky, dostaví se ale až večer a táhne za sebou těžký kufr. Proběhne menší výslech a Fran se musí rozhodnout, které dva páry botů si vezme sebou (v kufru má 12 různých párů). Bernard nemůže najít cestovní pas, prohledá celý obchod, vyháže knihy z regálů až jej nakonec na radu Fran nalezne na stole. Levné letenky jsou zamluveny a Fran se rozhodne přespat u Bernarda. Bernard se nabídne, že bude vzhůru celou noc, aby ostatní vzbudil. Manny dá Katzenjammerové trs banánů, nejsou však pro ni, ale má je položit pod postel. V bytě slídí tajemná potvora, kterou hoši sice neviděli, ale zaznamenali četné stopy. Nazývají ji „Věc“. Samotná dovolená neproběhne úplně podle představ. Přátelé stráví většinu času v letadle a v odbavovacích halách letišť během mnoha přesedání. Na St. Honoré strávili pouze 4 hodiny. Bernard je naštvaný, nechce dalších 30 let vidět Fran a Mannymu vyhrožuje vyhazovem. „Do mého života jsi vnesl pouhou bolest, strádání, ba svár! Přeji ti mnoho štěstí, ať už kroky tvé zavedou tě kamkoli, kde druhé svou přítomností omráčíš. Zde máš zbytek mzdy. Promiň, je ve finobijských dřevěných dolarech. Hodně štěstí a sbohem!“ Do obchodu přiběhne Fran a vyzývá Bernarda, aby šel ven. Rekonstrukce sousední budovy je hotová, do noci svítí obrovské neonové nápisy konkurenčního knihkupectví Goliath Books. Vedlejší role: Howard Coggins (barman na letišti Heathrow).                                                          |           |                 |                     |               |                                      |                 |                    |              |

### Třetí řada (2004)
| Č. v seriálu | Č. v řadě | Původní název      | Český název     | Režie         | Scénář                               | Premiéra ve VB  | Premiéra v ČR     | Délka (min.) |
| --- | --------- | ------------------ | --------------- | ------------- | ------------------------------------ | --------------- | ----------------- | ------------ |
| 13 | 1         | Manny Come Home    | Manny se vrací  | Martin Dennis | Kevin Cecil, Andy Riley, Dylan Moran | 11. března 2004 | 1. prosince 2006  | 25           |
| Fran se vrací z Cornwallu a v knihkupectví nachází samotného Bernarda. Všude kolem jsou stohy knih, nepořádek, odpadky na zemi a dokonce mrtvý jezevec. Manny odešel, protože mu Bernard spálil ruku v toustovači a odmítl se omluvit. Sice u Bernarda přespává, ale pracuje u konkurence, v knižním obchodě Goliath Books. Jeho nadřízeným je jistý Evan, který po Mannym požaduje naprostou oddanost. Chce po něm, aby pozbyl velkou část své osobnosti a přizpůsobil se uniformitě a firemnímu řádu. Požaduje, aby Manny odložil svou havajskou košili a sandály a nosil oblečení pastelové barvy a boty. Fran jde do Goliath Books přemlouvat Mannyho, aby se vrátil k Bernardovi, ale neuspěje. Přitom by Mannymu stačilo, aby se mu Bernard omluví, ten to ale tvrdošíjně odmítá. Když se Fran usídlí v domečku v dětském koutku Goliath Books s pohrůžkou, že se odsud nehne, nechá se Manny přesvědčit, aby se šel s Bernardem usmířit. Oba muži se vzácně shodnou, že jde Fran pouze o svůj prospěch a dají jí to nepokrytě najevo. Když naštvaná Fran opustí Black Books, zdá se, že dojde k usmíření. Bernard to zase pokazí a vyhazuje Mannyho. Ten nemá kam jít a tak přespí v knihkupectví Goliath Books, kde jej ráno najde Evan. Manny prosí o další šanci. Evan chce důkaz loajality a přikazuje Mannymu, aby si ostříhal své dlouhé vlasy. Manny si bere do roztřesených rukou holicí strojek a ručník a jde do koupelny. Tam si to rozmyslí a uteče oknem. Bernard je bez svého pomocníka (který dělal veškeré práce a ještě se navíc staral o jeho potřeby) naprosto bezradný. Nedokáže ani usušit prostěradlo. Manny vtrhne do antikvariátu a najde jej ve špatném stavu, nemocného. Zároveň přijde Fran, které se minulá hádka rozležela v hlavě. Dovnitř vpadne i Evan, aby si odvedl Mannyho, ten hledá ochranu u Bernarda. Bernard, ač sláb, vstane a prohlásí: „Jak se opovažuješ! Nezkřivíš mu jediný vlásek na hlavě. To nemáš ani kapku respektu? Je můj! Najdi si svého poskoka!“ Evan nasupeně odchází a v Goliath Books v záchvatu zuřivosti zlomí kartu v elektronickém pultu ovládajícím vybavení obchodu. Otočné regály se roztočí a na Evana létají knihy a nakonec mu spadne na hlavu kamera. Bernard se omluví, že Manny musel trpět špatné zacházení. Fran navrhne, aby jim Bianco něco uvařil a Manny se zeptá, co by si přáli. Bernard se rozčílí: „Neptej se a prostě to udělej, ty nemehlo! Koukej uklidit ten bordel! Vylešti držadla na schodech! Odhmyz matrace! Vyluxuj okapy!“ Vedlejší role: Simon Pegg (Evan).                                                                                                 |           |                    |                 |               |                                      |                 |                   |              |
| 14 | 2         | Elephants and Hens | Sloni a slepice | Martin Dennis | Dylan Moran, Kevin Cecil, Andy Riley | 18. března 2004 | 8. prosince 2006  | 24           |
| V knihkupectví probíhá Mezinárodní týden dětské knihy. Manny předčítá v převleku za červa dětem z knížky, ale děti se příliš nebaví. Fran to vzdává a chystá se pryč - odjíždí s bývalými spolužačkami ze školy (Claire, Becky a Tanya) na venkov, kde budou mít party. Ještě předtím se vsadí s Bernardem a Mannym o 50 liber, že nedokáží do jejího návratu napsat knihu pro děti (Manny si krátce předtím stěžoval na chabou úroveň dětské literatury a nadhodil, že by s Bernardem napsali lepší dílo). Další padesátka navržená Bernardem je na sázku, že se výlet Francescy skončí katastrofou. Holky přijíždí společně na staré venkovské stavení. Z tašek se vybalí spousta lahví s vínem. Hraje hudba, dámy skotačí a zábava graduje. Přichází správná chvíle pro víno Slzy života a hru na pravdu. Fran se ujímá iniciativy a prozradí spoustu tajemství a intrik ze školních let. Líbala se s otcem Claire, způsobila rozchod Tanyy s jejím tehdejším přítelem, kradla dívkám šaty atp. Holky jsou docela šokované. Řeknou Fran, že žárlí na jejich úspěchy (rodina, kariéra, svatba). Poví jí její přezdívku ze školy - tetička Milda, která skončí jako šílená stará panna. Nálada se mění v okamžiku, kdy Fran vypustí tajemství, že se neúčastnila švédské trojky s Markem - nynějším snoubencem Becky jako Tanya a Claire. Becky je konsternovaná, tohle o svých kamarádkách nevěděla. Je po akci, holky odjíždějí naštvané na sebe navzájem a každá v jiném taxi. Mezitím se Bernard s Mannym pokouší sepsat příběh pro děti. Není to tak jednoduché, jak si představovali. Bernard po několika Mannyho nadějných pokusech převezme iniciativu a napíše román, který má 1030 stránek. Je o akademikovi, jenž přežil stalinské čistky a nyní je svědkem krachu manželství jeho dcery. Manny upozorňuje, že je příběh příliš složitý pro tříleté děti a navrhuje záměnu lidí za zvířata a určitou redukci. Nakonec z toho vzejde krátká pohádka o slonovi, který ztratí balónek. Pánové jsou se svým dílem nadmíru spokojeni a při skleničce rozebírají jejich budoucí kariéru. Líčí si, že se stanou velmi bohatými a pořídí si drahé domy, helikopéry, brazilské modelky atd. Manny poukazuje na stinnou stránku úspěchu - propadnutí alkoholu, pronásledování bulvárem aj. Když usoudí, že jejich útlá brožura je příliš dobrá a mohla by je uvrhnout do problémů, spálí ji. Fran se vrací z výletu se špatnou náladou, kterou jí nezlepší ani vyhraná sázka ohledně dětské knihy, neboť o ni vzápětí přijde, protože její akce skutečně skončila rozvratem. Vedlejší role: Lucy Davis (Becky), Pandora Colin (Claire), Olivia Colman (Tanya). |           |                    |                 |               |                                      |                 |                   |              |
| 15 | 3         | Moo-Ma and Moo-Pa  | Mamula a taťula | Martin Dennis | Dylan Moran, Kevin Cecil, Andy Riley | 25. března 2004 | 15. prosince 2006 | 25           |
| Nevrlý Bernard vchází pouští záznamník a když slyší několik vzkazů od přátel pro Mannyho, podrážděně je maže. Přichází Manny a ptá se, jestli mu někdo nevolal, dočká se záporné odpovědi, čemuž se podivuje. Záhadu rozřeší až Fran, která si všimne, že na záznamníku je ještě nějaký vzkaz. Je od Mannyho rodičů - mamuly a taťuly, kteří jsou na cestě za svým synem. Manny není vůbec nadšený, je naopak zdrcený. Bernard se nechá od Fran přesvědčit, že se bude s rodičemi Bianca bavit, Fran mu podepíše na papír, že to bude zábava. Vyjde najevo, že Manny si v dopisech rodičům trochu vymýšlel, předstírá, že je v obchodě Bernardovým společníkem a chodí s Fran. Ta souhlasí, že ve lsti bude pokračovat, pokud se vynechá líbání. Všichni společně jdou na večeři, kterou platí Manny. Mannyho otec během svého vyprávění zachází až do nejmenších detailů, což znechucuje Bernarda, takže mizí pod stolem. Fran zase nechce poslouchat matčiny řeči o dětech (matka naráží na jejich bezdětný "vztah" s Mannym) a tak mizí pod stolem i ona. „Zábava“ poté pokračuje ještě v knihkupectví, než se Mannyho rodiče odeberou do postele. Ráno se Fran vzbudí na gauči vedle Mannyho a Bernard soptí, že jej mamula s taťulou oholili a vyprali mu věci. Dokonce otevřeli obchod. Bernard s Fran si berou Mannyho stranou a dají mu rázně najevo, aby tu komedii ukončil. Manny není schopný to udělat a tak rodiče pochopí, že nejsou už déle vítaní až když jim Bernard a Fran donesou zavazadla. Manny rodičům slíbí, že za nimi dojede a Bernard mu na to ochotně poskytne týden volna. Vedlejší role: Annette Crosbie (mamula), Sam Kelly (taťula). |           |                    |                 |               |                                      |                 |                   |              |
| 16 | 4         | A Little Flutter   | Malá sázka      | Martin Dennis | Dylan Moran, Kevin Cecil, Andy Riley | 1. dubna 2004   | 22. prosince 2006 | 25           |
| Manny láká Bernarda k televizi, v níž běží přenos z dostihů. Manny totiž vsadil na koně sobě i Bernardovi. Tomu se to zpočátku nezdá, ale pak se pro sázení nadchne. Fran žádá Bernarda, aby ji dočasně zaměstnal. Má se dostavit na pracovní pohovor a domívá se, že by se její šance zvýšila, když by uvedla nějaké zaměstnání. Bernard se na to netváří přívětivě, ale Fran využije jeho momentální vášeň pro sázky a převeze jej. Bernard ji přijme. Zatímco Bernard tráví čas v sázkové kanceláři / herně a utrácí peníze, Manny a Fran prodávají knihy. Bernard stanovil soutěž, kdo prodá více knih, toho si ponechá jako zaměstnance. Mezi Biancem a Katzenjammerovou vypukne téměř až nenávistná rivalita, přátelství jde stranou. Bernard si stanovil, že jakmile se ukáže v obchodě, okamžitě mu předají peníze. Blacka už sázkařská vášeň úplně pohltila a po zavírací době jej snadno zláká místní vekslák k partičce pokeru na příští den. Fran jej učí přes noc pravidla (v mládí ji poker naučil děda), ale Bernard jim stále nerozumí. V gamblerském doupěti prohraje spoustu peněz a půjčí si od lichváře 10 000 liber, které následně také prohraje. Musí do 6 hodin sehnat 10 000 liber se 100% úrokem, čili 20 000 liber, nebo přijde o knihkupectví - nebo o nohy. Jsou to jeho přátelé, kteří jej z nepříjemné situace dostanou. Fran a Manny se převlečou za turisty a navštíví hernu, kde se nechají přizvat k partičce pokeru... a vyhrají potřebných 20 000 liber. Věnují je Bernardovi výměnou za slib, že se bude držet od hazardu dál. Vedlejší role: Keith Allen (Dave "Myší ucho" Smith), Craig Parkinson (lichvář Martin), Mac McDonald. |           |                    |                 |               |                                      |                 |                   |              |
| 17 | 5         | Travel Writer      | Cestopisec      | Martin Dennis | Kevin Cecil, Andy Riley, Dylan Moran | 8. dubna 2004   | 29. prosince 2006 | 24           |
| Bernardovi přijde dopis od právníka ohledně úpravy nájemného. V Black Books se chystá přednáška Mannyho oblíbeného cestopisce Jasona Hamiltona. Bianco je z něj naprosto unešený, za což se mu Fran posmívá. Bernard si nechá vysvětlit od Mannyho podmínky z dopisu, ale příliš jim nerozumí a tak jde věc osobně vyřídit za vlastníkem domu slečnou Hanleyovou. Otevře mu mladá právnička a Black se dozví, že slečna Hanleyová je mrtvá a odkázala nemovitost panu Bensonovi. Pan Benson je ovšem kocour, jak vzápětí vyjde najevo. Bernard odmítá zaplatit navýšené nájemné. Do obchodu se zastaví Jason Hamilton a Manny se vtírá do jeho pozornosti. Svým (falešným) šarmem Jason zapůsobí na Fran, když ji zasype lichotkami. Bernard za závěsem studuje objemnou knihu Kočky a zákon. Kocour jej štve. „Slyšíš? Mňouká tam nahoře v nervovém centru svého impéria! Ten parchant se tam courá, protáhne si pazoury, zachechtá se a pak se vrátí k olizování koulí!“ Poté se setká s Jasonem a Hamiltonova schopnost zapůsobit na lidi se nemine účinkem, získá si snadno i Bernarda. Black peskuje Fran a Mannyho, že Jasonovi nenabídli čaj a běží to napravit. Chce jej obdarovat sušenkou ze své tajné zásobárny, ale když ji vyndá na talíř a na chvíli se otočí, sušenka je pryč. Pan Benson byl rychlejší. Bernard je rozzuřen a slibuje mu pomstu. Objedná si na něj deratizéra. Ten se ale zdráhá zabít kocoura a povolí teprve poté, co mu Bernard nabídne 1 000 liber. Jason hodlá vzít sebou na Borneo Fran, čímž zklame Mannyho. Během přednášky Hamilton pokračuje ve své samolibosti, pronese vtip na účet Mannyho a vymluví jedné účastnici její dotaz. Bernard čeká s deratizérem (jenž je připraven s puškou) v pokoji slečny Hanleyové na příchod kocoura. Když pan Benson přijde, deratizér jej nedokáže zastřelit a raději skočí z okna. Pušky se chopí Bernard a pálí po kocourovi. Výstřely jsou slyšet i dole v knihkupectví, Manny a Fran jdou nahoru zjistit, co se děje. Spraží Bernarda, že ruší Jasonovu přednášku. Když se trojice společně vrátí dolů, knihkupectví je prázdné až na pana Bensona. Bernard po něm vystřelí… V závěru epizody sedí Manny na židli s obvázanou hlavou, odkud prosakuje krev, kulka jej škrábla. Manny jej nutí podepsat listinu, v níž Bianco přiznává svou vinu. Fran čte dopis od Jasona, v němž jí vysvětluje, že vzal s sebou na cesty místo ní onu účastnici přednášky. Vedlejší role: Julian Rhind-Tutt (Jason Hamilton), Paul Hunter (Roland), Alice Lowe (právní zástupkyně), Catherine Shepherd (Bridget).                                                                           |           |                    |                 |               |                                      |                 |                   |              |
| 18 | 6         | Party              | Mejdan          | Martin Dennis | Kevin Cecil, Andy Riley, Dylan Moran | 15. dubna 2004  | 5. ledna 2007     | 24           |
| Je pátek večer a Manny navrhuje oslavu. Otevře nejlepší víno za 4,99 liber a nalije Fran i Bernardovi. Fran se snaží zapůsobit svým novým účesem. Manny chce jít na mejdan ke známým, Fran souhlasí, ale Bernard není nápadem příliš nadšen. Manny se přizná, že se na party těší. Bude tam totiž Roweena, o kterou stojí a domnívá se, že má u ní šanci. Bernarda se podaří vytáhnout ven pomocí malé lsti, a sice že došlo víno. Po návratu z večírku se Fran pokouší zpívat a Manny ji doprovází na flétnu. Pak se pustí věž a trojice paří na hudbu kapely Motörhead. Následuje diskuze na téma předčasného odchodu z večírku. Manny vyčítá Bernardovi, že má ledové srdce. On se alespoň pokusil navázat kontakt, i když nevyšel. Bernard odvětí, že o tom Bianco nic neví, protože měl přítelkyni Emmu, která zemřela. Odchází připravit čaj. Fran pak poví Mannymu, že pravda je trochu jiná, Emma pouze smrt předstírala, aby se zbavila Bernarda. Manny se neudrží a prozradí to Bernardovi. Poté následuje vzájemné obviňování a osočování. Do antikvariátu přichází Roweena, aby se pod záminkou vrácení kelímku setkala s Mannym. Manny je překvapen a rád ji vidí, ale neví jak správně zareagovat. Bernard mu napoví, aby hostu nabídl alespoň čaj. Manny odchází za plentu a Roweena jej následuje. Za chvíli se zevnitř ozývá chichotání. Fran usíná a Bernard si bere její mobil a vytáčí Emmu. „Jak se máš ty? Jo, správně, jsem fyzicky mrtvý. Sranda, co? Straším tě, co asi jiného?“ Chichotání neustává a Bernard klepe smetákem na strop, až spadne kus zdiva Fran na hlavu, ta však spí tvrdě dál. Objeví se Manny a ptá se, co se děje. Bernard mu řekne, že nechce slyšet žádné sténání, hekání, pištění nebo kvičení. Manny na chvíli zmizí a vrátí se se sluchátkami, které nenápadně nasadí Blackovi zezadu na hlavu. Vedlejší role: Elizabeth Chadwick (Roweena). |           |                    |                 |               |                                      |                 |                   |              |